# فهیمه دری نوگورانی
فهیمه دری نوگورانی همسر سعید امامی است. در جریان قتل‌های زنجیره‌ای، فیلم بازجویی او در اینترنت بازتاب فراوانی پیدا کرد.

## اعترافات
پس از مرگ سعید امامی، در بهمن ۱۳۷۸ فیلم اعترافات فهیمه دری و پنج تن دیگر از متهمان قتل‌های زنجیره‌ای با حضور نیازی رئیس سازمان قضایی نیروهای مسلح و عهده‌دار رسیدگی به پرونده قتل‌های زنجیره ای، در جلساتی جداگانه برای رهبر، سران سه قوه و در جلسه غیر علنی مجلس پنجم، برای نمایندگان پخش شد که عکس‌العمل‌های متفاوتی را دربرداشت. محمد نیازی که مسئولیت رسیدگی به پرونده قتل‌های زنجیره‌ای به او محول شده بود،«قسم جلاله» می‌خورد که اعترافات آنها «قلبی و منطبق بر واقعیت» است و می‌تواند سند محکمی برای حکم باشد. متهمان در این فیلم مدعی همکاری با اف‌بی‌آی، سازمان سیا و موساد شده بودند.
در خرداد ۱۳۸۰، فیلمی سه ساعته از مراحل بازجویی فهیمه دری نوگورانی، همسر سعید امامی و تعدادی دیگر از بازداشت شدگان پرونده قتل‌ها منتشر شد و بخش‌هایی از آن بر روی اینترنت قرار گرفت. این فیلم، حکایت از شکنجه شدید این زندانیان برای اخذ اعترافات عجیب در مورد ضدیت با جمهوری اسلامی، ارتباط با سرویس‌های جاسوسی بیگانه و فسادهای گسترده جنسی داشت. بازجویان با تهدید و ضرب و شتم و نسبت دادن اتهامات اخلاقی و جنسی عجیب، درصدد اثبات ارتباط عاملان اجرایی قتل‌های زنجیره‌ای با بیگانگان و سفر به اسرائیل بودند. در بخشی از این فیلم، همسر سعید امامی نه تنها نهایتاً اعتراف می‌کند که عامل موساد و سیا بوده و با چند نفر از مقامات وزارت اطلاعات روابط نامشروع داشته، بلکه وادار می‌شود صحنه‌هایی مشمئزکننده از روابط جنسی گروهی خود با سعید امامی و همکارانش یا اهانت به قرآن در جریان روابط جنسی خیالی را بازگو کند.
تهیه‌کنندگان فیلم شکنجه متهمان قتل‌های زنجیره‌ای طی نامه‌ای به رئیس‌جمهور خاتمی در مرداد ۱۳۸۰، تأکید داشتند که بازجویی از متهمان به ویژه متهمان زن دارای صحنه‌های بسیار وحشتناک‌تر بوده که در فیلم موجود نیست.
حسین انصاری راد، نماینده مجلس می‌گوید که «در مجلس پنجم اعترافاتی از زبان همسر سعید امامی پخش شد که می‌گفت همراه همسرش به اسرائیل رفته بوده‌است و در آنجا توطئه قتل‌ها را سامان دادند. در این فیلم‌ها چند نفری دیگری را هم آوردند که با سبیل و در شمایل قاچاقچیان دربارهٔ این پرونده اعترافاتی کردند که بعدا فهمیدیم این بندگان خدا را مجبور به تراشیدن ریش و اعتراف کرده‌اند.» سپس «در مجلس ششم همسر سعید امامی آمد و گفت تحت شکنجه آن حرف‌های کذایی را زده و اقاریر او به هیچ وجه منطبق بر واقعیت نبوده‌است. این فیلم را در یکی از راهروهای مجلس پخش کردند و خود من سه بار آن را دیدم. یادم است وقتی فیلم به یک جای خاص می‌رسید مغزم دیگر تحمل نمی‌کرد و نمی‌توانستم از شدت ناراحتی، ادامه آن را ببینم.»
با انتشار فیلم نحوه بازجویی از متهمان قتل‌های زنجیره‌ای، پیگیری‌های بعدی محمد خاتمی رئیس‌جمهور وقت، منجر به دستگیری اعضای تیم بازجویی و سر تیم آنها جواد عباسی کنگوری معروف به «جواد آزاده» شد. گفته می‌شود او همان کسی است که در فیلم اعتراف‌گیری از همسر سعید امامی، چند بار با نام مستعار دیگر خود یعنی «آملی» مورد خطاب این زندانی قرار می‌گیرد. عبدالله ناصری مشاور وقت خاتمی در این مورد می‌گوید شخصی به نام «ج. الف» که یکی از عناصر قتل‌های زنجیره ای بود تحت حفاظت و مصونیت یکی از نهادهای بالادستی قرار گرفت و مدیر اصلی پروژهٔ رسیدگی به پروندهٔ قتل‌ها شد. ناصری می‌گوید که پس از کشتن سعید امامی «عملاً مسیر پرونده را با آوردن خانم سعید امامی به پرونده و گرفتن اعترافات اجباری عوض کردند که اول و آخر این پرونده بشود سعید امامی و او هم که از بین رفته و زنده نیست. همسرش هم اعترافات اجباری کرد، آن فیلم‌هایی که در فضای مجازی منتشر شد، تمام آن بازجویی‌ها توسط همین آقای «ج. الف» از همسر سعید امامی صورت گرفت.»
پس از انتشار این فیلم اصلاح طلبان با وجود انتقاد نسبت به عملکرد سعید امامی و نقض حقوق بشر در دوران فعالیت وی، نسبت به شکنجه همسر وی اعتراض کردند و با فشار افکار عمومی پرونده از تیم بازجویی قبلی گرفته و به تیم جدید منتقل شد. این تیم ضمن آزاد کردن همسر سعید امامی عده‌ای از مقامات وزارت اطلاعات را دستگیر کرد. فهیمه دری نوگورانی در سالهای بعد اعلام کرد که تصمیم به انتشار کتاب خاطرات خود از دوران بازجویی گرفته‌است اما چندی بعد منصرف شد.
برخی می‌گویند که پخش فیلم بازجویی از همسر سعید امامی توسط رضا ملک معاون تحقیق و بررسی وزارت اطلاعات جمهوری اسلامی ایران در دوران علی فلاحیان انجام گرفته‌است.